# Paul Haslinger
Paul Haslinger (Linz, 11 december 1962) is een Oostenrijks componist en muzikant die voornamelijk muziek voor films componeert.
Karakteristiek voor Haslingers muziek is de combinatie van klassieke orkestratie met moderne elektronische muziek.

## Levensloop
Nadat Haslinger klassieke muziek studeerde in Wenen ging hij bij de Duitse elektronische muziekgroep Tangerine Dream in 1986. In de vijf jaar dat hij bij die groep was nam hij in totaal vijftien albums op met de groep, deed hij mee aan vier internationale tours en werkte hij mee aan meerdere filmsoundtracks, waaronder die van Miracle mile, Near dark en Shy people. Het soundtrackalbum voor Canyon dreams leverde Haslinger in 1991 zijn eerste Grammy Award-nominatie op, alhoewel hij de nominatie moest delen met de rest van Tangerine Dream.
Haslinger besloot in 1992 de groep te verlaten om te verhuizen naar Los Angeles. In de plaats West Hollywood zette hij zijn eigen studio op, genaamd de The Assembly Room, waar hij drie soloalbums uitbracht, Future primitive (1994), World without rules (1996) en Score (1999).
In 1998 werd hij gevraagd om samen te werken met Graeme Revells team. In dat team werkte hij aan meerdere filmprojecten, waaronder Chinese Box, The Negotiator, The Siege, Pitch Black, Blow en Lara Croft: Tomb Raider. Het was in deze tijd dat Haslinger besloot zich voortaan specifiek op zijn filmmuziekcarrière te richten. Met de televisiefilm Cheaters van regisseur John Stockwell uit 2000 maakte Haslinger zijn solodebuut als filmcomponist. De muziek werd goed ontvangen, en sindsdien werkt Haslinger aan elke film die John Stockwell uitbrengt.
In 2003 componeerde Haslinger de muziek voor de film Underworld van Len Wiseman. Het album werd uitgebracht door Lakeshore Records, en door het succes van dat album werd Haslinger benaderd door de Canadees/Franse computerspelontwikkelaar UbiSoft in 2005 om de muziek voor het computerspel Far Cry Instincts te componeren. Hierna componeerde Haslinger nog meer muziek voor UbiSoft, waaronder voor Rainbow Six Vegas uit 2006.
Muziek van Haslinger is meerdere malen gelicenseerd om gebruikt te worden in filmprojecten waar hij verder zelf niet bij betrokken is. Voorbeelden van dergelijke filmprojecten zijn Minority Report, Batman Begins, An Inconvenient Truth en The Mothman Prophecies.
Recent werkte Haslinger aan Death Race (2008) Prom Night (2008), Shoot 'Em Up (2007), Vacancy (2007), Sleeper Cell (2006), Crank en The Girl Next Door (2004). Voor Sleeper Cell werd Haslinger samen met zijn eigen groep van componisten genomineerd voor een Emmy Award.
In 2020 bracht hij het album Exit ghost uit; filmische ambientmuziek.

## Filmografie
- 1988: Miracle Mile (met Tangerine Dream)
- 2001: Crazy/Beautiful
- 2001: Picture Claire
- 2002: Blue Crush
- 2003: Underworld
- 2004: Bring It on Again
- 2004: The Girl Next Door
- 2005: Into the Blue
- 2006: Turistas
- 2007: Vacancy
- 2007: Gardener of Eden
- 2007: Shoot 'Em Up
- 2008: Prom Night
- 2008: Make It Happen
- 2008: Death Race
- 2008: The Fifth Commandment
- 2008: While She Was Out
- 2009: Underworld: Rise of the Lycans
- 2009: After.Life
- 2010: Takers
- 2010: Death Race 2
- 2011: The Three Musketeers
- 2012: Underworld: Awakening
- 2014: In the Blood
- 2014: No Good Deed
- 2016: Resident Evil: The Final Chapter

## Overige producties

### Computerspellen
- 2005: Far Cry Instincts
- 2006: Tom Clancy's Rainbow Six: Vegas
- 2008: Tom Clancy's Rainbow Six: Vegas 2
- 2008: Need for Speed: Undercover
- 2009: X-Men Origins: The Wolverine

### Televisiefilms
- 1988: Dead Solid Perfect (met Tangerine Dream)
- 1994: Pointman
- 2000: Cheaters
- 2012: Seal Team Six: The Raid on Osama Bin Laden
- 2016: Recon

### Televisieseries
- 2005: Sleeper Cell (2005 - 2006)
- 2010: Sex and the Austen Girl
- 2014: Halt and Catch Fire (2014 - 2016), waarvan ook twee albums met muziek verschenen
- 2015: The Messengers
- 2015: Fear the Walking Dead (2015 - 2016)

### Albums met Tangerine Dream
- 1986: Underwater sunlight
- 1987: Tyger
- 1988: Three o'clock high
- 1988: Near dark
- 1988: Shy People
- 1989: Livemiles
- 1989: Optical race
- 1989: Miracle mile
- 1989: Lily on the beach
- 1989: Destination Berlin
- 1990: Melrose
- 1991: Canyon dreams
- 1991: Dead Solid Perfect
- 1991: L'affaire Wallraff
- 1994: Catch me if you can
- 1998: Dream encores

## Prijzen en nominaties

### Emmy Awards
| Jaar | Titel        | Categorie                                                                                                   | Uitslag     |
| ---- | ------------ | --- | ----------- |
| 2006 | Sleeper Cell | Beste compositie voor een miniserie, film of special (originele dramatische muziek), afl. "Al-Faitha (1.1)" | Genomineerd |